# Marian Kusza
Marian Kusza (ur. 3 lipca 1915 w Krotoszynie, zm. 11 stycznia 2016 w Krakowie) – polski działacz kulturalny i muzealnik.

## Życiorys
Maturę zdał w 1936 w krotoszyńskim Gimnazjum im. Hugona Kołłątaja. Studiował na Uniwersytecie Poznańskim, początkowo na Wydziale Medycznym (rok), a następnie na Wydziale Humanistycznym. Dyplom magistra uzyskał na podstawie pracy "Dzieje Gimnazjum w Krotoszynie". W tych latach współpracował z czasopismami literackimi oraz naukowymi. Opublikował m.in. artykuły: "O pochodzeniu pieśni Bogurodzica" oraz "Książę Niklot – ostatni obrońca Obodrytów". Był jedną z osób, która przeżyła nalot lotnictwa niemieckiego na pociąg ewakuacyjny z Krotoszyna w dniu 2 września 1939. W czasie okupacji pracował w Spółdzielni Rolniczo-Handlowej, trudniąc się jednocześnie nielegalnym nauczaniem.
Od lutego 1945 nauczał w Liceum w Krotoszynie, a potem został jego dyrektorem. Od 1949 był dyrektorem Wojewódzkiej Szkoły Związków Zawodowych w Poznaniu, a w 1952 został dyrektorem Centralnej Szkoły Kulturalno-Oświatowej Związków Zawodowych w Krakowie. W 1956 mianowano go kierownikiem Wydziału Kultury i Sztuki prezydium Rady Narodowej m. Krakowa. Był wówczas inspiratorem generalnego remontu Sukiennic i adaptacji budynków poklasztornych na Muzeum Archeologiczne. Za jego kadencji ukończono budowę gmachu Biblioteki Książąt Czartoryskich, wyremontowano Krzysztofory dla potrzeb teatru Tadeusza Kantora, a także przywrócono pomnik Tadeusza Kościuszki na Wawelu. Restytuował również Teatr Rapsodyczny. Od 1961 był wicedyrektorem Muzeum Historycznego Miasta Krakowa, a później kustoszem i kuratorem Muzeum Narodowego. W 1964 został kierownikiem Biblioteki Czartoryskich, jak również Działu Naukowo-Oświatowego Muzeum Narodowego.
Pochowany na Cmentarzu Prądnik Czerwony w Krakowie (kw. CCCVI -3-8).

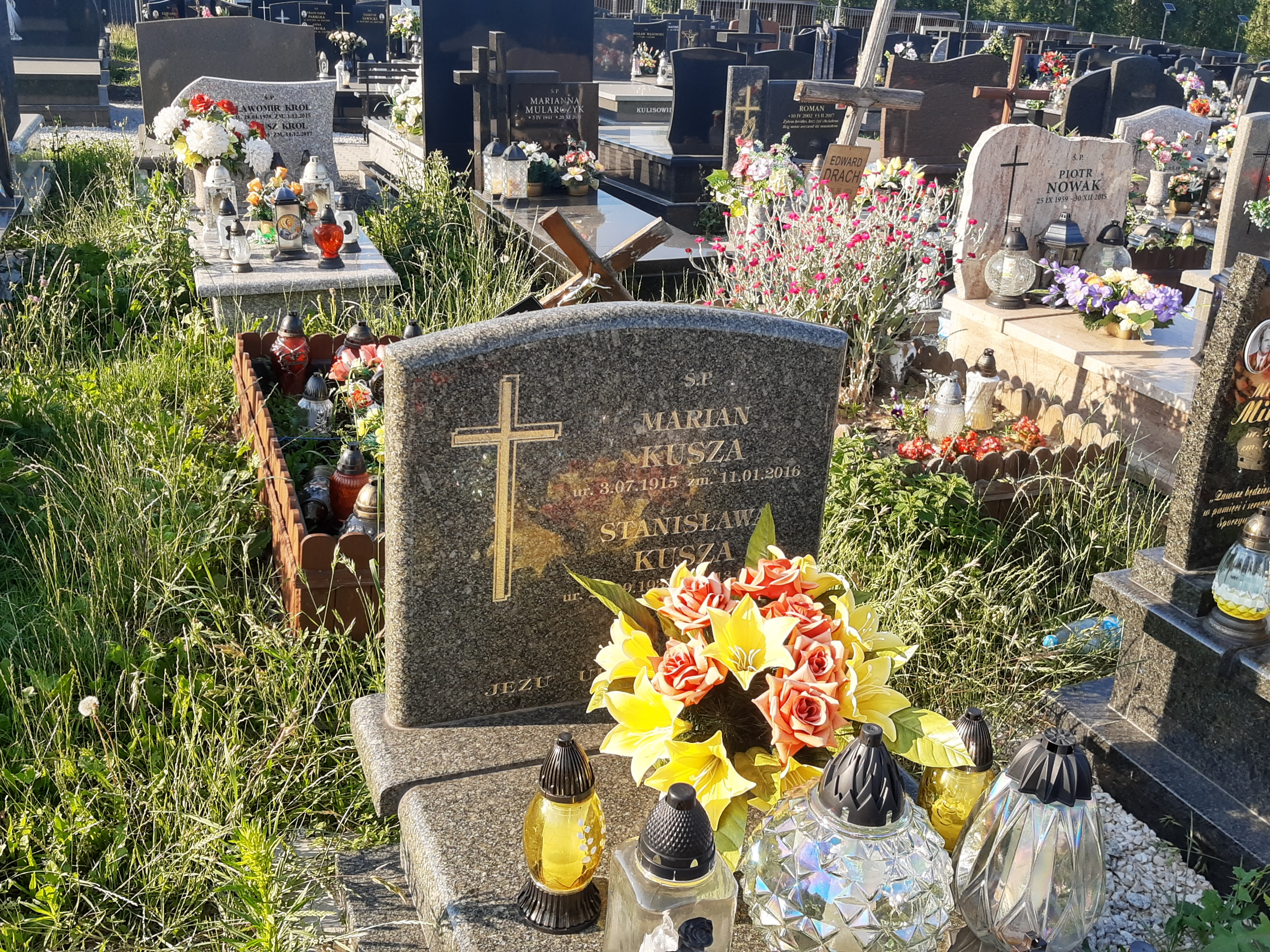
Grób Mariana Kuszy na Cmentarzu Prądnik Czerwony

## Funkcje i odznaczenia
Pełnił funkcję prezesa Towarzystwa Przyjaciół Muzeum Narodowego w Krakowie i był przewodniczącym Zarządu Okręgowego Pracowników Kultury i Sztuki w Krakowie. Odznaczony: Złotym Krzyżem Zasługi, Krzyżem Kawalerskim i Oficerskim Orderu Odrodzenia Polski oraz Medalem KEN.